# イオアニス・ミトロポウロス
イオアニス・ミトロポウロス（Ioannis Mitropoulos、希: Ιωάννης Μητρόπουλος 、1874年 - 没年月日不明）は、ギリシャの元体操選手である。 彼は1896年に開催されたアテネオリンピックの体操競技で、つり輪で金メダル、平行棒団体で銅メダルを獲得した。

## 経歴
アテネオリンピックでの体操競技では、全8種目が実施された。ミトロポウロスは、このオリンピックで平行棒個人競技と平行棒団体競技、そしてつり輪競技の3種目に出場した。平行棒での個人メダル獲得はならなかったが、彼の所属したEthnikos Gymnastikos Syllogos（en:Ethnikos Gymnastikos Syllogos）は団体競技で銅メダルを獲得することになった。
つり輪競技では、ドイツ代表のヘルマン・ヴァインゲルトナーと激しい点数争いになって審判の決定が膠着状態になった。最終的にはオリンピック組織委員会の一員として加わっていたギリシャ王子ゲオルギオスが同国代表のミトロポウロスに金メダルを与える裁定を下し、彼はギリシャ選手として初の体操競技金メダリストとなった。
後にミトロポウロスは、弁護士になった。

## オリンピックでの成績
| 年   | 大会               | 場所               | 種目       | 結果     |
| ---- | ------------------ | ------------------ | ---------- | -------- |
| 1896 | アテネオリンピック | アテネ（ギリシャ） | 平行棒     | 順位不明 |
| 1896 | アテネオリンピック | アテネ（ギリシャ） | 平行棒団体 | 3位      |
| 1896 | アテネオリンピック | アテネ（ギリシャ） | つり輪     | 1位      |